# モンテキアーロ・ダックイ
モンテキアーロ・ダックイ（伊: Montechiaro d'Acqui）は、イタリア共和国ピエモンテ州アレッサンドリア県にある、人口約500人の基礎自治体（コムーネ）。

## 地理

### 位置・広がり
| 隣接するコムーネは以下の通り。括弧内のATはアスティ県所属を示す。 - カルトージオ - カステッレット・デッロ - デーニチェ - マルヴィチーノ - モンバルドーネ (AT) - ポンティ - スピーニョ・モンフェッラート - ポンツォーネ - ビスターニョ - ロッカヴェラーノ(AT) |

### 地震分類
イタリアの地震リスク階級 (it) では、3 に分類される
。

## 姉妹都市
- アスプルモン、フランス 2003年